# The Asphix
Asphyx è un  film del 1972, diretto da Peter Newbrook. È una storia di ambientazione fantascientifica.

## Trama
Uno scienziato di nome Hugo Cunningham, riesce a prevedere osservando un'aura oscura che appare vicino ad alcuni, chi sta per morire. L'Asphyx del titolo è il nome, secondo antiche leggende, dello spirito che appare vicino alle persone preannunciandone la morte. Con l'aiuto del suo figlio adottivo cercherà di vincere questo spirito ottenendone l'immortalità pagandone alla fine il prezzo.